# Minnetonka (Schiff, 1902)
Die Minnetonka (I) war ein 1902 in Dienst gestelltes Passagierschiff der US-amerikanischen Reederei Atlantic Transport Line, das für den transatlantischen Passagierverkehr gebaut wurde und bis Dezember 1914 Passagiere und Fracht zwischen London und New York transportierte. Danach war das Schiff ab Mai 1915 mit der Kennung HMT 158 als Truppentransporter im Einsatz, bis es am 30. Januar 1918 bei Malta von einem deutschen U-Boot versenkt wurde.

## Das Schiff

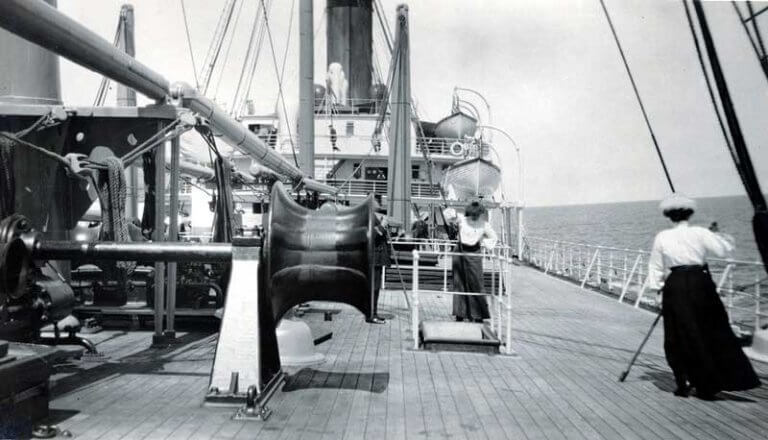
Das Bootsdeck der Minnetonka (ca. 1910).

Das 13.443 BRT große Dampfschiff Minnetonka wurde auf der Werft Harland & Wolff im nordirischen Belfast gebaut und lief dort am 12. Dezember 1901 vom Stapel. Sie war das jüngste von drei Schwesterschiffen, die alle bei Harland & Wolff entstanden und um die 13.000 BRT maßen. Die anderen beiden waren die Minneapolis (1900) und die Minnehaha (1900).
Der amerikanische Schiffsmagnat Bernard N. Baker (1854–1918), der Gründer der Atlantic Transport Line, wollte mit diesen neuen Schiffen vom nordatlantischen Handelsverkehr profitieren, der Ende des 19. Jahrhunderts immer mehr expandierte. Die drei Schiffe gehörten zu den populärsten in der Geschichte der Reederei. In einer 1923 veröffentlichten Broschüre der Atlantic Transport Line wurde behauptet, dass „kaum ein anderes Schiff eine treuere Anhängerschaft hatte“ und noch 1947 wurden sie in der New York Times als „möglicherweise die beliebtesten Schiffe in der Geschichte der Atlantikschifffahrt“ beschrieben.
Die 183 Meter lange und 19,99 Meter breite Minnetonka hatte einen Schornstein, zwei Masten und wurde von zwei vierzylindrigen Vierfachexpansions-Dampfmaschinen angetrieben, die auf zwei Propeller wirkten. Sie wurde als Passagier- und Frachtschiff mit Platz für 250 Passagiere der Ersten Klasse entworfen. Sie hatte vier Decks und war mit Elektrizität und Kühleinrichtungen zum Transport verderblicher Lebensmittel ausgestattet.
Die Minnetonka und ihre Schwesterschiffe verfügten über eine Anzahl privater Luxussuiten, die von jeweils einem persönlichen Steward betreut wurden. Diese Suiten waren so gefragt, dass 1907 auf jedem Schiff zwei weitere hinzugefügt wurden. Zudem gehörten sie zu den ersten transatlantischen Passagierschiffen, die mit Marconi-Apparaten für drahtlosen Funk ausgestattet wurden.

## Dienstzeit
Am 17. Mai 1902 lief die Minnetonka in Belfast zu ihrer Jungfernfahrt nach London und New York aus. Am 12. Juli 1902 legte sie erstmals direkt von London nach New York ab.

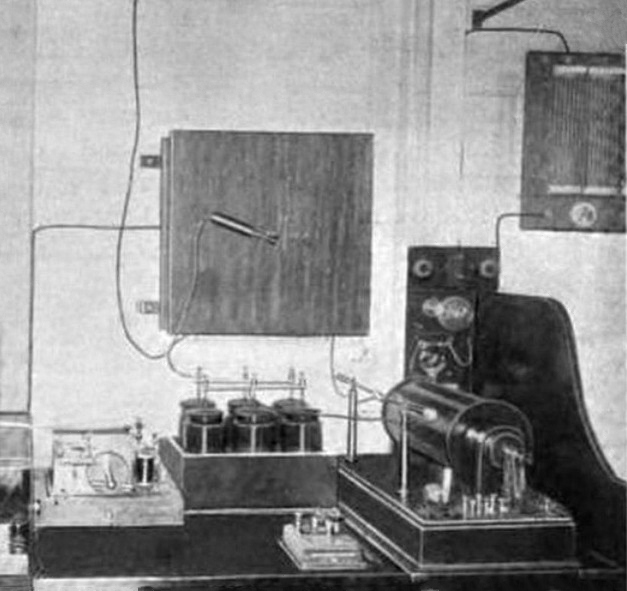
Der Marconi-Funkapparat der Minnetonka (1902).

Am 19. März 1905 sprang der 21-jährige Passagier Andrew Griscom auf einer Passage von London nach New York von Bord des Schiffs. Es wurde von einem Selbstmord ausgegangen, da die wohlhabende Familie des Mannes nicht mit seiner Entscheidung einverstanden war, eine britische Hausangestellte heiraten zu wollen. Er war ein Angehöriger des amerikanischen Schiffsmagnaten Clement Griscom, der von 1902 bis 1904 Präsident der International Mercantile Marine Company war, zu der die Atlantic Transport Line gehörte.
Ende Dezember 1914 führte die Minnetonka ihre letzte Fahrt als ziviles Passagierschiff aus. Anschließend wurde sie zu einem Truppentransporter im Ersten Weltkrieg umgerüstet und als solcher im Mai 1915 in Dienst gestellt. Am 2. Februar 1917 wurde sie im Mittelmeer von dem deutschen U-Boot U 35 angegriffen, konnte aber unbeschädigt entkommen. Am 24. September desselben Jahres kam es zu einem Angriff durch UC 34, aber auch in diesem Fall entkam die Minnetonka.
Am 30. Januar 1918 war die Minnetonka mit Fracht und Post an Bord auf einer Überfahrt vom ägyptischen Port Said nach Marseille in Südfrankreich, als sie etwa 40 Seemeilen nordöstlich von Malta von dem deutschen U-Boot U 64 unter Kapitänleutnant Robert Moraht torpediert und versenkt wurde. Vier Besatzungsmitglieder kamen ums Leben. Truppen waren auf dieser Fahrt nicht an Bord. Nach dem 18.318 BRT großen französischen Schlachtschiff Danton war die Minnetonka das zweitgrößte durch U 64 versenkte Schiff.